# Mike Beuttler
Michael Simon Brindley Bream Beuttler (Cairo, 13 de abril de 1940 – Los Angeles, 29 de dezembro de 1988), ou apenas Mike Beuttler, foi um piloto britânico de Fórmula 1. Foi o único egípcio a guiar um carro da categoria, apesar de ser filho de um oficial que integrava o Exército de seu país na Segunda Guerra Mundial. É considerado o primeiro piloto publicamente homossexual a competir em Fórmula 1, embora nunca tenha oficialmente assumido a sua sexualidade durante a sua carreira.

## Carreira
De origem inglesa (era cunhado de Alan Clark, um político inglês conservador), Beuttler começou a correr tarde, aos 24 anos, depois de começar a conduzir alguns carros, sempre como test-driver. Andou na Fórmula Libre, e depois na Fórmula 3, quando chegou ao ponto de convencer um grupo de financiadores para ajudar a chegar à F-1, em 1971.
Entre 1971 e 1973, Beuttler pilotou apenas carros da March, ora pela Clarke-Mordaunt-Guthrie Racing, ora pela STP March, escuderias não-oficiais que utilizavam monopostos da marca. Em 29 corridas (largou em 28), não pontuou, sendo sua melhor posição de chegada o 7º lugar no GP da Espanha, em 1973.
Sua última corrida foi o GP dos Estados Unidos, marcado pela morte, nos treinos, do francês François Cévert, e pela aposentadoria do tricampeão Jackie Stewart, que comemoraria a marca de 100 provas disputadas.

## Após a Fórmula 1
Sabe-se pouco sobre a vida de Beutler depois de se aposentar. Ele muda-se para Los Angeles, nos Estados Unidos, onde viverá até falecer.

## Morte
Em 29 de dezembro de 1988, Mike faleceria aos 48 anos de idade; a causa mortis do anglo-egípcio surpreenderia muitos: ele havia sofrido complicações decorrentes do vírus VIH, sendo o primeiro caso de um automobilista a morrer da doença. O segundo piloto vitimado pela Sida foi o canadense Stéphane Proulx, falecido em 1993.